# Ultraïsme
 (juillet 2020).
Si vous disposez d'ouvrages ou d'articles de référence ou si vous connaissez des sites web de qualité traitant du thème abordé ici, merci de compléter l'article en donnant les références utiles à sa vérifiabilité et en les liant à la section « Notes et références ».
L'ultraïsme est un mouvement poétique espagnol d'avant-garde du début du XXe siècle.
Il naît en 1919 avec la publication de « Un manifiesto literario », texte dans lequel les signataires (parmi lesquels Guillermo de Torre et Pedro Garfias) expriment leur désir de rompre avec les normes esthétiques jusqu’alors en vigueur, et que le mouvement se propose de dépasser (le mot latin ultra est traduit au-delà en français).
Fortement influencé par le cubisme français (G. Apollinaire, P. Reverdy), par le créationnisme poétique (es) du Chilien Vicente Huidobro, mais aussi par le futurisme italien de F. T. Marinetti et le mouvement Dada, l'ultraïsme est l’émanation espagnole d’idées esthétiques éparses cultivées dans les pays européens périphériques. Ces influences multiples et parfois divergentes expliquent en grande partie la dispersion esthétique du mouvement espagnol qui n’optera jamais pour une orientation précise. Les divers manifestes et textes programmatiques ultraïstes – qui pour la plupart ne déclarent rien d’autre que l’adhésion du mouvement espagnol aux principales revendications avant-gardistes – ne corrigeront jamais ce manque de détermination esthétique. Malgré son extension sur tout le territoire espagnol, la publication de nombreuses revues plus ou moins éphémères, l’organisation de veillées et les efforts consentis pour en faire une tendance comparable aux mouvements les plus réputés, l'ultraïsme restera en marge de l’avant-garde européenne. Certes, il entretient des contacts avec un grand nombre de tendances étrangères, mais mis à part en Amérique latine où il aura un impact non négligeable, son aura ne dépasse guère les frontières espagnoles. À la fin de l’année 1922, les dernières revues ouvertement acquises au mouvement réformateur disparaissent ou laissent une place toujours croissante à une poésie moins expérimentale. Les signatures de ceux qui vont bientôt former ce que l’on a coutume d’appeler la « Génération de 27 » apparaissent alors, se substituant à celles des ultraïstes.

## Précurseurs du mouvement espagnol
La naissance du mouvement espagnol résulte d’un long cheminement. Bien avant la publication du premier manifeste ultraïste, on constate en Espagne diverses attitudes en relation avec l’avant-garde européenne qui anticipent les préceptes développés par le mouvement espagnol. Ils sont le fruit d’auteurs qui se distinguent comme de véritables précurseurs de l’art espagnol d’avant-garde. Parmi eux citons Ramón Gómez de la Serna, figure iconoclaste du milieu artistique espagnol qui plaidera sans cesse en faveur d’un art moderne en Espagne, et Rafael Cansinos Assens, personnalité madrilène qui anime une réunion littéraire à laquelle participeront les futurs membres de l'ultraïsme. Ces deux auteurs ne semblent pas aboutir à faire émerger un mouvement, même s’ils contribuent efficacement à l’enracinement des idées acquises à l’esthétique moderne dans la jeunesse littéraire espagnole. C’est finalement le poète chilien Vicente Huidobro qui va influencer décisivement l’avènement de l'ultraïsme. Fondateur du créationnisme – mouvement poétique très proche du cubisme littéraire –, Vicente Huidobro fait part aux poètes espagnols, en 1918, des innovations littéraires du moment. Quelques mois plus tard, sous l’impulsion combinée de ces différentes personnalités paraît le premier manifeste ultraïste.

## Esthétique ultraïste
La première manifestation officielle de l'ultraïsme remonte à la publication, en janvier 1919, du texte fondateur de l'ultraïsme intitulé Un Manifiesto literario. Ce texte ne fait qu’exprimer solennellement l’apparition d’un groupe poétique qui se propose de rechercher un art nouveau. Mais aucun principe esthétique original n’y est exposé. En déclarant que le credo esthétique du mouvement accepte « toutes les tendances sans distinction, pour peu qu’elles expriment un désir de nouveauté », l'ultraïsme se transforme en un mouvement unificateur des différentes expressions avant-gardistes existantes au-delà de leurs divergences. Dans un texte postérieur, le poète Isaac del Vando-Villar présentera l'ultraïsme comme un mouvement en perpétuelle évolution excluant ainsi l’idée même de constitution d’une esthétique précise. De manière générale, les écrits du mouvement espagnol intègrent à leur « théorie » tant des composantes de l’esthétique cubiste ou créationniste que certains aspects de filiation futuriste. À cela s’ajoute l’influence du très iconoclaste mouvement Dada auquel les ultraïstes empruntent l’aspect provocateur que l’on retrouve entre autres dans les « entrefilets programmatiques » dispersés dans les pages de Vltra – sans doute la plus célèbre de leurs revues. Cette récupération de préceptes hétéroclites explique non seulement la grande variété des poèmes qui constituent le corpus du mouvement, mais également son manque d’originalité. La période enthousiaste des années 1920, que l’on connaît également sous le nom des « années folles », offre à l’avant-garde de nouveau thèmes poétiques : l’humour, les loisirs et le hasard entrent dans le domaine de la poésie. Mais c’est surtout le milieu urbain, lieu de prédilection des mouvements réformateurs, qui s’impose rapidement comme thème central de l’Avant-garde. La ville, dans tout ce qu’elle a de nouveau, devient l’acteur principal de l’esthétique moderne. Voitures, tramways et avions emplissent les poèmes aux accents futuristes. Le machinisme industriel, les usines, les ponts aux dimensions nouvelles, les lampadaires électriques, les monuments en acier (tour Eiffel), bref, tous les éléments marqués du sceau de la nouveauté et du progrès technique entrent dans le champ thématique privilégié de l’avant-garde espagnole. Cette nouvelle thématique s’accompagne d’un changement de l’expression. Les formes fixes et les rimes, symboles les plus repérables de la poésie traditionnelle, sont les éléments qui subissent en premier les assauts répétés des divers mouvements d’avant-garde, et par conséquent de l'ultraïsme. Coupables de tous les maux, et surtout celui d’empêcher la création en forçant le poème à s’ajuster à des contraintes purement stylistiques, les structures métriques traditionnelles tendent donc à disparaître au profit du « vers blanc » (vers non rimé), et du « vers libre » (qui échappe à toutes règles prédéfinies d’extension). La ponctuation est également théoriquement condamnée, même si en réalité sa suppression ne sera jamais que partielle. Enfin, la nouvelle adjectivation s’impose comme l’une des priorités du programme de rénovation esthétique ultraïste. À l’instar d’autres mouvements réformateurs, les manifestes ultraïstes prônent soit le rejet total de l’adjectif, soit une utilisation qui dévie de son usage normatif afin de créer des rapprochements nouveaux. Malgré la virulence qui accompagne généralement dans les manifestes ces propositions esthétiques, les changements thématiques, métriques, ou stylistiques prônés ne seront en réalité que partiellement mis en œuvre. Et si certains poèmes suivent à la lettre les préceptes édictés, une grande partie de la production poétique espagnole ne s’affranchira jamais pleinement des normes poétiques traditionnelles.

### Agencement du texte poétique
Tous ces changements engendrent une réorganisation du texte poétique. Les vers sont juxtaposés les uns aux autres, afin de proposer une vision fragmentaire et non plus unitaire du fait poétique. Cette juxtaposition, annihile de fait toute structure fixe ou prédéfinie puisqu’elle établit sa propre structure en agençant les vers libres entre eux. Bien qu’absente des manifestes du mouvement, la réorganisation spatiale du poème est sans doute l’une des spécificités majeures de l'ultraïsme. S’appropriant là encore les structures graphiques développées par les principaux mouvements avant-gardistes européens (calligrammes, cadres de « mots en liberté », collages, etc.), les ultraïstes proposent un éventail à la fois intéressant et représentatif des différentes constructions graphiques et textuelles du moment. Ils en développeront même les possibilités expressives en proposant des figures relativement brèves dans lesquelles les différents codes (linguistique et visuel) se confondent. Ce type de figure – à laquelle la critique a récemment donné le nom de « sémiogramme » – ne forme pas un dessin figuratif. En jouant sur la taille des espaces qui segmentent un vers ou distribuent les vers sur la page, cette figure permet d’exprimer une sensation, une impression, ou une notion abstraite (écoulement du temps, mémoire, etc.) elle-même déterminée sémantiquement.

### L’image poétique
La fragmentation de l’expression poétique correspond parfaitement à l’éclatement du texte poétique qui trouve dans l’image sa nouvelle unité. Le concept d’image poétique, qui marque profondément la poésie de la première moitié du XXe siècle, n’est pas absent de la théorie ultraïste, même si l’image semble renvoyer, selon celui qui le manipule, à différentes conceptions plus ou moins opposées. Si les écrits programmatiques du mouvement espagnol s’y réfèrent souvent, rares sont ceux qui se risquent à en proposer une définition. Pour certains, proches des idées du futurisme italien, l’image n’est rien de plus que l’expression du dynamisme urbain. Elle engendre donc des constructions onomatopéiques et repose généralement sur des métaphores qui animent les éléments du monde moderne (automobile, tramway, avion). Pour d’autres, davantage acquis aux idées du créationnisme poétique (es) de Vicente Huidobro ou au cubisme littéraire français, l’image doit permettre de dévoiler un univers entièrement inédit. Elle se présente alors comme le fruit du rapprochement analogique, instantané et juste, de deux réalités concrètes ou abstraites, dont doit procéder une émotion nouvelle et une réalité inédite. En 1921 et 1922, la théorie ultraïste est consolidée par la publication de divers textes théoriques signés par Jorge Luis Borges et dans lesquels le poète sud-américain – sans doute influencé par Vicente Huidobro –, insiste essentiellement sur les questions de la création et de l’image poétique. Ces questions, que l'ultraïsme ne tranchera jamais véritablement, se retrouvent toutefois au centre des débats esthétiques qui déchirent ultraïstes et créationnistes.

### Bilan
Même si l'ultraïsme a réussi à faire participer l’Espagne à l’actualité littéraire des années 1920, il n’est pas parvenu à devenir un mouvement majeur sur la scène artistique européenne. À partir de 1922, il entame son déclin. La publication de la Proclama Ultraïsta, véritable manifeste qui tente de remobiliser le mouvement, n’y changera rien. En revanche, étant conjointement publié dans les colonnes des revues Vltra (Madrid, no 21, janvier 1922) et dans celles de Prisma (revue murale placardée dans les rues de Buenos Aires), ce texte ouvre à l'ultraïsme, en perte de vitesse sur la péninsule, de nouvelles perspectives outre-atlantique. La quête de nouveauté et d’inédit que mène l'ultraïsme se convertit petit à petit en finalité esthétique, le privant du coup d’une véritable théorie et le transformant en un mouvement uniquement expérimental. L’expression fragmentaire et concise qui caractérise la majorité de la production poétique espagnole du moment en fait une poésie éminemment moderne en phase avec le reste des productions européennes. À la fin de l’année 1922, le mouvement se désagrège presque aussi rapidement qu’il s’était formé. Les poètes se dispersent laissant derrière eux quelques rares recueils de poèmes. Les raisons de cette soudaine disparition se trouvent sûrement au sein même du mouvement qui, trop désireux de transformer Madrid en un forum artistique comparable à celui de la capitale française, en oublie de définir une orientation générale. L’essoufflement de la dynamique contestataire et radicale, le fléchissement des expérimentations poétiques et l’émergence d’une poésie marquée par un retour aux normes traditionnelles laissent entrevoir un changement général d’orientation esthétique. Celui-ci s’effectue autour des années 1923-1925 et précède l’arrivée sur la scène culturelle espagnole de la dite « Génération de 27 ». Reste que l'ultraïsme, malgré sa courte existence, représente un moment de très grande créativité dans les lettres espagnoles. Il ouvre indiscutablement l’Espagne au XXe siècle et l’engage sur une voie artistique que, malheureusement, la guerre civile et l’exil anéantiront.

## Figures majeures

### Écrivains
Guillermo de Torre, Leopoldo Marechal, Jorge Luis Borges, Gerardo Diego, Juan Larrea, Adriano del Valle, Isaac del Vando-Villar, Rafael Lasso de la Vega, Humberto Rivas, José Rivas Panedas, Lucía Sánchez Saornil, Rogelio Buendía, José de Ciria y Escalante, Joaquín de la Escosura, Pedro Garfias, Eugenio Montes, Eliodoro Puche, Pedro Raida, Juan Chabás, Francisco Vighi.

### Artistes
Rafael Barradas, Norah Borges.

## Principales revues ultraïstes
Reflector (es), Vltra (es).

### Ouvrages en français
- Breuil, Eddie (trad. de l'espagnol), Guillermo de Torre : Ultra-Dada entre deux avant-gardes, Dijon, Les Presses du réel, coll. « L'écart absolu poche », 2009, 256 p. (ISBN 978-2-84066-290-7)
- Dubost, Augustin, L’Image dans la poésie d’avant-garde hispanique, Thèse doctorale, Université de Toulouse II, 2005, 574 p.
- Fauchereau, Serge, Avant-gardes du XXe siècle, arts et littérature, 1905-1930, Paris, Flammarion, 2016,  (ISBN 978-2-0813-9041-6), p. 282-314.
- Videla, Gloria, « L’Ultraïsme en Espagne et en Amérique latine » (traduction d'Anne-Marie Frédéric), in Jean Weisgerber (éd.), Les Avant-Gardes littéraires au XXe siècle, Budapest, Akadémiai Kiadó, 1986, p. 286-310.

### Ouvrages en espagnol
- Bonet, Juan Manuel, Diccionario de las vanguardias en España (1907 - 1936), Madrid, Alianza, 1995.
- Aullón de Haro, Pedro, La poesía en el siglo XX (Hasta 1939), Madrid, Taurus, 1989, 354 p.
- Bernal, José-Luis, El Ultraísmo, ¿historia de un fracaso?, Cáceres, Universidad de Extremadura, 1988, 81 p.
- Onís, Federico de, Antología de la poesía española e hispanoamericana (1882-1932), 1934, 1 212 p. (l'auteur oppose notamment le mouvement à ce qu'il identifie comme courant « post-moderniste »...)
- Pérez Bazo, Javier (éd.), La vanguardia en España. Arte y Literatura, Paris-Toulouse, Ophrys-CRIC, 1998, 546 p.
- Videla, Gloria, El ultraísmo. Estudios sobre movimientos poéticos de vanguardia en España, Madrid, Gredos, 1963, 217 p.